# Oliveira Tavares
Oliveira Tavares (Lisboa 1961) é um pintor português.
Viveu até aos 10 anos no Brasil, tendo regressado em 1971 a Portugal onde residiu em Santarém. De 2001 a 2005 viveu e trabalhou em Paris e Bruxelas. Vive desde 2008 no Alentejo.      
Frequentou(4º ano) o curso de Engenharia Civil no Instituto Superior Técnico em Lisboa, o curso de Desenho do A.R.C.O. e o curso de História da Arte na Sociedade Nacional de Belas-Artes.  
Está citado no catálogo da Exposição George de La Tour (ISBN 4-906536-32-8), no Museu de Arte Ocidental (Tóquio) e no livro Ingres Regards Croisés (ISBN 2856204643), publicado em França.   Workshop de Gravura com Bartolomeu Cid dos Santos – Casa das Artes – Tavira.  
Ilustrou o livro de Poesia “A Gaveta de Baixo” de Rosa Lobato de Faria, edições ASA, ISBN 972-41-2178-X 1ª edição Novembro de 1999.   
site: www.antoniooliveiratavares.com   